# Breitensteinia
Breitensteinia is een geslacht van straalvinnige vissen uit de familie van de meervallen (Akysidae).

## Soorten
- Breitensteinia cessator Ng & Siebert, 1998
- Breitensteinia hypselurus Ng & Siebert, 1998
- Breitensteinia insignis Steindachner, 1881